# Trattamento basato sulla mentalizzazione
Il trattamento basato sulla mentalizzazione (in inglese: mentalization-based treatment, MBT) è una forma di psicoterapia che integra aspetti psicodinamici, cognitivo-comportamentali, sistemici ed ecologici. L’MBT è stato realizzato ed applicato dagli psicologi Peter Fonagy e Anthony Bateman per trattare pazienti con disturbo di personalità borderline (DPB). Questi pazienti presentano un quadro sintomatologico dove si riscontrano evidenti difficoltà a livello di regolazione emotiva, la cui sindrome è correlata a attaccamento insicuro - nella fattispecie ambivalente - o, in casi più gravi, attaccamento disorganizzato (nel bambino) e timoroso (nell'adulto), nonché alla ridotta o talvolta del tutto assente capacità di mentalizzazione. Per mentalizzazione si intende la capacità di mentalizzare azioni, pensieri e stati d’animo altrui ponendosi all’interno di un punto di vista esterno che esula dal proprio punto di vista personale: mettersi appunto nei panni dell’altro sia a livello cognitivo che emotivo; in tal modo si può acquisire consapevolezza sul perché di alcuni comportamenti, pensieri e stati d’animo altrui che possono attivarsi in un altro individuo. Apprendere a mentalizzare è per tali pazienti di grande importanza, sia per attivare l'empatia cognitiva sia l’empatia emotiva/affettiva.   Fonagy e Bateman definiscono la mentalizzazione come un processo attraverso il quale l’essere umano, implicitamente o esplicitamente, interpreta le proprie ed altrui azioni come dotate di significato sulla base dei propri o altrui stati mentali. L’obiettivo del trattamento dei pazienti con DPB è aumentare la loro capacità di mentalizzare con conseguente miglioramento della regolazione affettiva, con riduzione dell’intenzionalità autolesiva e una maggior capacità nello stringere relazioni interpersonali stabili.
Un insieme di trattamenti basati sulla mentalizzazione, che utilizzano la “posizione mentalizzante” definita dall’MBT, ma rivolti a bambini (MBT-C), famigliari (MBT-F) e adolescenti (MBT-A) e per i giovani con comorbilità (AMBIT), sono stati sviluppati ad opera di gruppi di terapeuti che gravitano intorno all’Anna Freud National Centre for Children and Families.
Questo trattamento deve essere distinto e non ha alcuna connessione con il metodo per la riduzione dello stress basato sulla mindfulness sviluppato da
Jon Kabat-Zinn.

## Obiettivi
I principali scopi dell’MBT includono un miglior controllo comportamentale, aumento della regolazione affettiva, relazioni più intime e gratificanti e lo sviluppo della capacità di perseguire obiettivi significativi per la vita del paziente. Questo può essere raggiunto attraverso l’incremento della capacità del paziente di mentalizzare, ottenendo anche una stabilizzazione del senso di Sé del paziente e una maggior stabilità nelle emozioni e nelle relazioni. Lo scopo della terapia non è aumentare la consapevolezza di malattia ma il recupero di una valida mentalizzazione. Questo trattamento si concentra principalmente sul presente, occupandosi di eventi del passato solo nella misura in cui questi influiscono sull’individuo nell’oggi. Un'altra caratteristica centrale di questo trattamento è una posizione di curiosità, in cui il terapeuta cerca un’alleanza con il paziente al posto di una posizione da “esperto”, monitorando e regolando l’arousal emotivo e mantenendo la focalizzazione sull’affetto. Il transfert, secondo la classica definizione, non è un termine incluso nell’MBT; in questo trattamento viene sì incoraggiata l’attenzione alla relazione paziente-terapeuta, senza però necessariamente generalizzare ad altre relazioni, passate o presenti.

## Trattamento
L’MBT prevede due sedute alla settimana, una individuale e una di gruppo alternativamente. Durante le sedute il terapeuta lavora per stimolare la mentalizzazione. Tecniche particolari sono utilizzate per ridurre o aumentare l’arousal emozionale quando serve, per interrompere momenti in cui non avviene la mentalizzazione o promuovere la flessibilità nelle idee o opinioni. L’attivazione si verifica attraverso l’elaborazione delle attuali relazioni di attaccamento, l’incoraggiamento e la regolazione da parte del terapeuta al legame di attaccamento del paziente al terapeuta stesso e i tentativi di quest’ultimo di favorire legami di attaccamento tra i membri del gruppo di terapia.

## Meccanismi di cambiamento
Il legame di attaccamento sicuro con il terapeuta fornisce un contesto relazionale in cui il paziente si sente sicuro nell’esplorare la mente propria e dell’altro. Fonagy e Bateman hanno recentemente proposto che l’MBT agisce fornendo segnali verosimili che modificano la fiducia epistemica. L’aumento della fiducia epistemica, insieme ad una persistente focalizzazione sulla mentalizzazione nel corso delle sedute, sembra facilitare il cambiamento, permettendo ai pazienti di sentirsi più liberi nell’imparare anche al di fuori dalla terapia, nelle relazioni sociali della vita quotidiana.

## Efficacia
Fonagy, Bateman ed alcuni colleghi hanno eseguito numerose ricerche sull’MBT applicato ai pazienti con DPB. Il primo studio è stato pubblicato nel 1999 e riguardava l’MBT applicato ad un contesto semi-ospedaliero. I risultati mostravano l’efficacia di questo trattamento nella cura dei pazienti con il DPB, rispetto agli altri trattamenti esistenti. Uno studio pubblicato nel 2003 ha anche dimostrato il bilancio positivo nel rapporto costi-efficacia per questo trattamento. Sono stati anche ottenuti risultati incoraggianti in uno studio di diciotto mesi, in cui i partecipanti sono stati osservati tra un programma di trattamento MBT ambulatoriale ed un programma ospedaliero di stato di coscienza minimo. La persistenza nell’efficacia dell’MBT è stata dimostrata in uno studio durato otto anni: i pazienti trattati con MBT hanno mostrato un ridotto uso di medicinali, un minor numero di ospedalizzazioni e un maggior periodo di occupazione lavorativa rispetto ai pazienti sottoposti a trattamenti standard. Studi che hanno replicato questi risultati sono stati condotti da altri ricercatori in tutta Europa. I ricercatori hanno dimostrato anche l’efficacia di questo trattamento negli adolescenti così come nella versione in cui il paziente partecipa ai soli gruppi.